# Chiesa di San Nicola (Orsogna)
La chiesa di San Nicola o chiesa madre è la parrocchiale di Orsogna, in provincia di Chieti e arcidiocesi di Chieti-Vasto.

## Storia
Una cappella è segnalata nel 1097, dipendente dal monastero benedettino di San Barbato in Pollutri.
Francesco Verlengia ricorda una statua di una Madonna col Bambino del XV secolo, attualmente nel deposito del museo diocesano di Chieti, ipotizzando che esistesse una chiesa antica, insieme a una scuola di intagliatori orsognesi. 
Una chiesa dedicata a San Nicola esisteva, menzionata nelle visite vescovili di Chieti; accanto vi insisteva l'antica chiesa di San Martino di Ursunia, principale cappella dell'antico castello dei Colonna, affacciato su piazza Mazzini, e distrutto nel 1944. La chiesa di San Martino fu inglobata nel palazzo Tenaglia. 
Nel XVII secolo fu costruita davanti al sagrato della parrocchia una cappella, che occupava tutto l'attuale piazzale belvedere con il monumento alla Majella, la cappella della Madonna del Rifugio, con la confraternita della Madonna di Loreto. Anche questa cappella fu distrutta nel 1944.
Non si hanno altre notizie prima dell'8 giugno 1776, quando un dispaccio del re Ferdinando IV ne ordinava la costruzione, che avvenne per opera degli architetti Pietro Paolo Francia da Penne e da suo figlio Agnello. Altri vogliono che il progetto originario fosse del ticinese Giovanni Antonio Fontana, naturalizzato in Penne (PE).
Come ricostruito nel libro di Plinio Silverii "Il nostro campanile ha ducent'anni", Chieti 1990; la nuova edificazione fu avviata nel 1790 demolendo la vecchia chiesetta. Corrado Marciani riporta in un documento la presenza di una campana antica del XV secolo, che andò successivamente fusa. Era parroco don Orazio Didone, che si incaricò della cura sino al compimento nel 1810. La durata dei lavori fu lunga e difficoltosa per mancanza costante dei fondi e per battibecchi tea parrocchia e amministrazione comunale e provinciale. Ci furono anche delle liti con la famiglia Colonna storica feudataria di Orsogna che reclamava il diritto di patronato sugli altari. Per le sepolture furono utilizzate provvisoriamente le altte piccole chiese del paese, arrivando presto alla saturazione e facendo scoppiare nel 1837 il colera.
La chiesa fu completata in parte nel 1810, il campanile a torre rimase incompiuto. Nel 1843 con benedizione di Monsignor Saggese arcivescovo di Chieti, fu inaugurata la grande campana voluta dal prete e da Taddeo Salvini scultore orsognese, fusa ad Agnone. L'anno seguente furono realizzate altre 2 campane.
Fu seriamente danneggiata dal terremoto del 1881 che colpì Orsogna, che fece cadere il campanile è provocò crepe nelle mura. Il campanile fu ricostruito nei primi anni del '900, a torre quadrata a più livelli, con loggia superiore come prevedeva il progetto di Francia. Negli anni '20 del Novecento il campanile fu abbellito da decorazioni varie, inclusa una lanterna quadrata più piccola sulla sommità, simile all'attuale che ha la cuspide piramidale. Fu abbellita anche con stucchi neoclassici negli interni, statue e tele, anche i pennacchi delle due cupole gemelle furono decorati. L'organo antico era stato progettato da Taddeo Salvini.
Distrutta quasi totalmente nella seconda guerra mondiale, venne ricostruita dal Genio civile conservando le strutture originarie, per quanto possibile, usando il mattone a forno. I danni riguardarono la facciata e la parte superiore del campanile; una cupola fu completamente sfondata dalle bombe, danneggiando gli interni. Negli anni '50 fu riccamente ornata di mosaici e pennacchi pseudo barocchi, nuove tele negli altari laterali, e di tabernacolo monumentale all'altare maggiore. La campana grande "Margherita" fu donata nel 1947 dal senatore Raffaele Paolucci, che fu danneggiata nel 1973 da un fulmine e rifusa successivamente dalla ditta Capanni.
Nel 2016 la chiesa è stata coinvolta in uno scandalo locale, in quanto il parroco congedato don Mario Persoglio si sarebbe appropriato indebitamente degli ori antichi della statua di San Rocco nella chiesa a lui dedicata, in piazza, sostituiti con bigiotteria, per finanziare il restauro della copertura della chiesa parrocchiale, in grave stato di conservazione. La vicenda si è trascinata per mesi, coinvolgendo anche l'arcivescovo della diocesi di Chieti Monsignor Bruno Forte; tuttavia l'oro, frutto di ex voto popolari risalente sin dall'800 e donazioni varie, risulta perduto nel mercato nero; l'ex parroco viene assolto nel febbraio 2020.
Nel 2018 sono partiti i lavori di restauro degli interni e del soffitto, terminati l'anno seguente.

## Descrizione

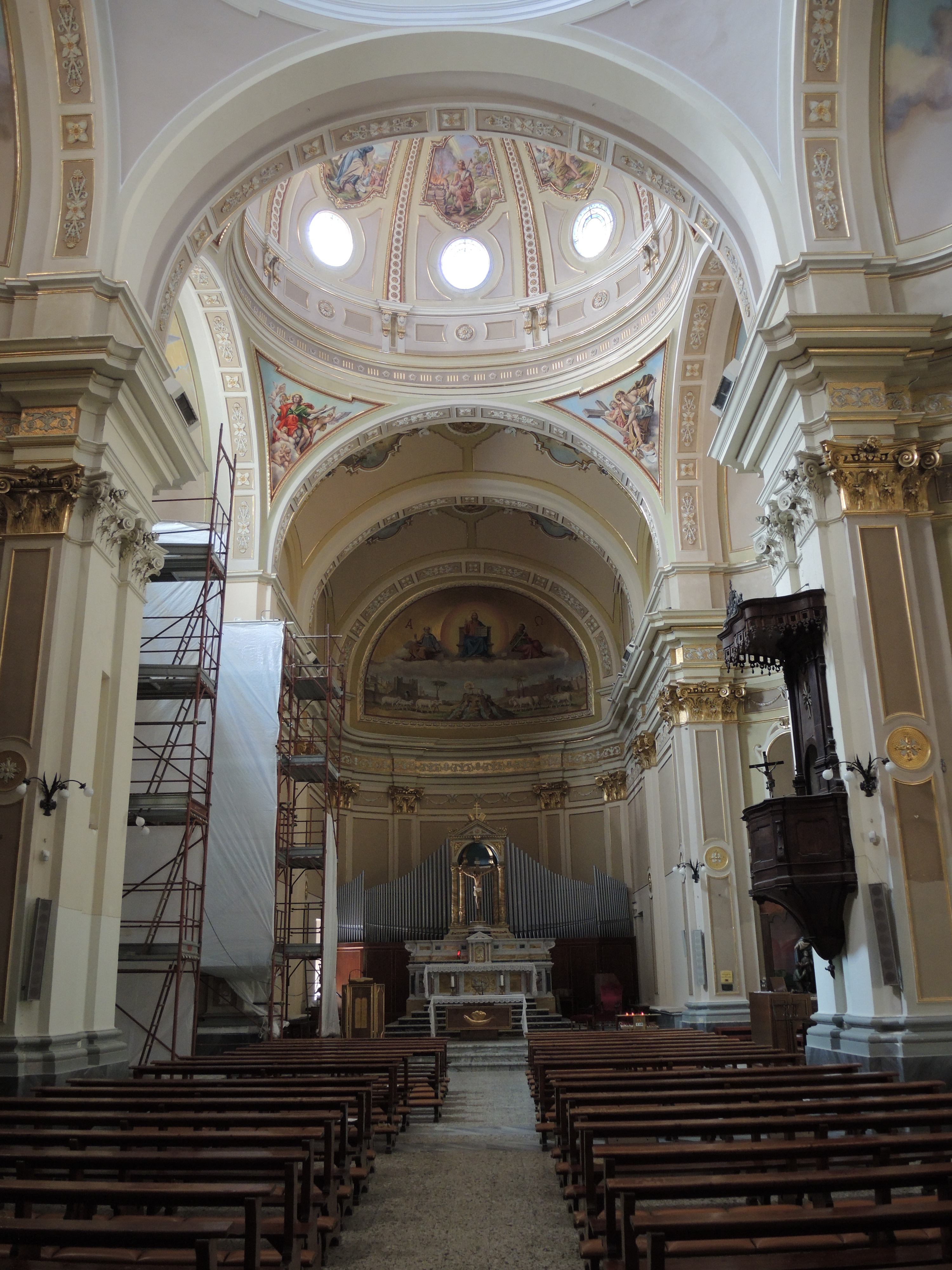
Interno

### Esterno
L'esterno è un possente edificio a pianta rettangolare a navata unica, con la facciata rivolta sulla salita di via Roma, prima della guerra combaciava con la facciata della Casa Paolucci con altana, residenza estiva dell'arcivescovo di Chieti, andata distrutta. L'abside è simicircolare, ed è unita alla casa canonica rivolta su Largo Castello, ex Piano Castello. Sulla parte superiore vi sono due cupole gemelle, a pianta circolare, con ordine regolare si finestre ovoidali, e copertura a calotta, che all'esterno somiglia a una pagoda. Una delle due è stata ricostruita dopo i danni della seconda guerra mondiale, e non presenta pitture interne, come l'altra. 
Il possente campanile laterale a torre, terminato nel 1954 è suddiviso in tre settori con archi a tutto sesto: la ricostruzione del dopoguerra ha sostanzialmente mantenuto lo stile originale, con il settore più grande coi quattro archi per lato ospitanti le campane, due mezzane, una grande e una piccola, che dal 2006 suonano a mezzo slancio, mentre prima erano a slancio completo. La campana grande della fonderia Capanni, fu donata da senatore Raffaele Paolucci, dedicata col nome "Margherita", nome della consorte. La sommità ha una cuspide a piramide, che è frutto della ricostruzione post bellica, in quanto il rialzo della sopraelevazione era identico al settore principale, diviso da una balconata, e caratterizzato sempre da quattro archi per tutti i lati. La sopraelevazione attuale è più piccola.
La facciata ricalca lo stile tardo-barocco ottocentesco, progettata prima dall'ingegner Giovannantonio Fontana di Penne, e poi dall'ingegner Nicola Ranieri di Guardiagrele, con mattoni a vista, aventi i lati estremi dei due lati convessi, per dare maggior movimento all'edificio. L'architrave rettangolare del portale in marmo, con finta cornice marcapiano superiore che spezza in due la facciata. Sulla zona centrale si trova un finestrone rettangolare (istoriato con vetri policromi, a rappresentare San Nicola nell'atto di proteggere Orsogna), il timpano di sommità è triangolare. 

### Interno
L'interno è ad un'unica navata, quasi completamente rifatto in stile pseudo neoclassico, dopo le devastazioni della guerra. L'altare maggiore è in marmo con tabernacolo, affiancata da due statue di angeli reggi-cero, con una statua di un santo, solitamente vi si trova il Crocifisso, nel periodo pasquale il Cristo risorto e durante la festa patronale la statua di San Nicola. 
La navata è abbellita da due cupole gemelle a cilindro, una delle quali è priva di decorazione. Il presbiterio è introdotto da un arco trionfale che si raccorda alla seconda cupola, quella con le pitture a tempera di Ennio Bravo di Atessa, presso la lunetta a ventaglio c'è il mosaico dell'Allegoria dell'Agnus Dei, al centro Cristo col Libro della Fede tra i Santi principi Pietro e Paolo e le due lettere greche dell'Alfa e dell'Omega Nell'interno viene conservato un pregevole organo, dietro l'edicola dell'altare maggiore, mentre la cantoria si trova nella controfacciata. La cupola dipinta negli spicchi mostra scene dei Vangeli e della vita di san Nicola, i quattro spicchi laterali ritraggono gli Evangelisti col Tetramorfo, le nicchie degli altari laterali a finto tempietto pseudo barocco con la cornice a timpano circolare con putti, mostrano pitture post-belliche pseudo neoclassici: San Giuseppe e il Bambino, il Sacro Cuore di Gesù al Vaticano coi bambini, la Madonna Immacolata; e Sant'Antonio di Padova in estasi presso la Madonna col Bambino. Sono opera di Paolo Giovanni Crida, firmate e datate.
La nicchia laterale colla statua processionale di san Nicola ha anche una rientranza con la statua della Madonna del Rifugio nell'atto di proteggere dei piccoli fedeli. Prende ispirazione da un affresco quattrocentesco della Madonna del Rifugio, che si trovava in una chiesetta in posizione antistante la parrocchia, distrutta dalla guerra. Una statua di San Giovanni battista, con in mano un covone di grano e in un'altra il modellino di Orsogna, essendone compatrono, si trova nella cappella dell'Immacolata Concezione. La statua fu rifatta per ricordare il legame degli orsognesi con il culto di San Giovanni presso la chiesa omonima, distrutta dalla guerra. 
Sulla destra della navata si vede un pulpito ligneo intagliato, opera di Modesto Salvini di Orsogna, della fine del XVIII sec.
Presso l'ingresso, si trovano la teca del corpo del Cristo morto a destra, rifacimento di Rolando Dal Ponte di Chieti su modello della distrutta statua di Filippo Tenaglia, di fine Settecento; ed a sinistra un monumentale Crocifisso ligneo con Maria addolorata e San Giovanni apostolo.
In una nicchia di sinistra, si trova una statua quattrocentesca di gusto toscano, detta la "Madonna di Orsogna", mostra la Madonna assisa in trono con il Bambino benedicente. La statua era stata segnalata dal soprintendente Francesco Verlengia negli anni '30, portata per sicurezza nel Duomo di Chieti, e quindi conservata nel palazzo arcivescovile: di recente è stata ricollocata in parrocchia.
Nella sacrestia della chiesa si conserva la tela ottocentesca della Santa Casa di Loreto, opera del pittore Francesco Maria de Benedictis da Guardiagrele. 

### Piazzale Padre Achille Fosco
Il piazzale del belvedere di fianco alla chiesa era occupato dalla via delle Ripe e dalla chiesetta del Rifugio, sede della Confraternita del Santissimo Sacramento, che organizzava i riti della Settimana Santa e la processione dei Talami il martedì dopo Pasqua. La chiesa possedeva un affresco quattrocentesco della Madonna, ritenuto miracoloso.
Con la distruzione e la ricostruzione di Orsogna, il piazzale è stato decorato con una fontana a vasca, rimossa nel 2005 e sostituita da un monumento alla Majella in pietra calcarea. Di recente la piazza è stata dedicata a padre Achille Fosco di Orsogna (1897-1971), frate francescano, giornalista, creatore del movimento delle Suore Francescane in Calabria e della Congregazione delle Sorelle Misericordiose.

## Galleria d'immagini

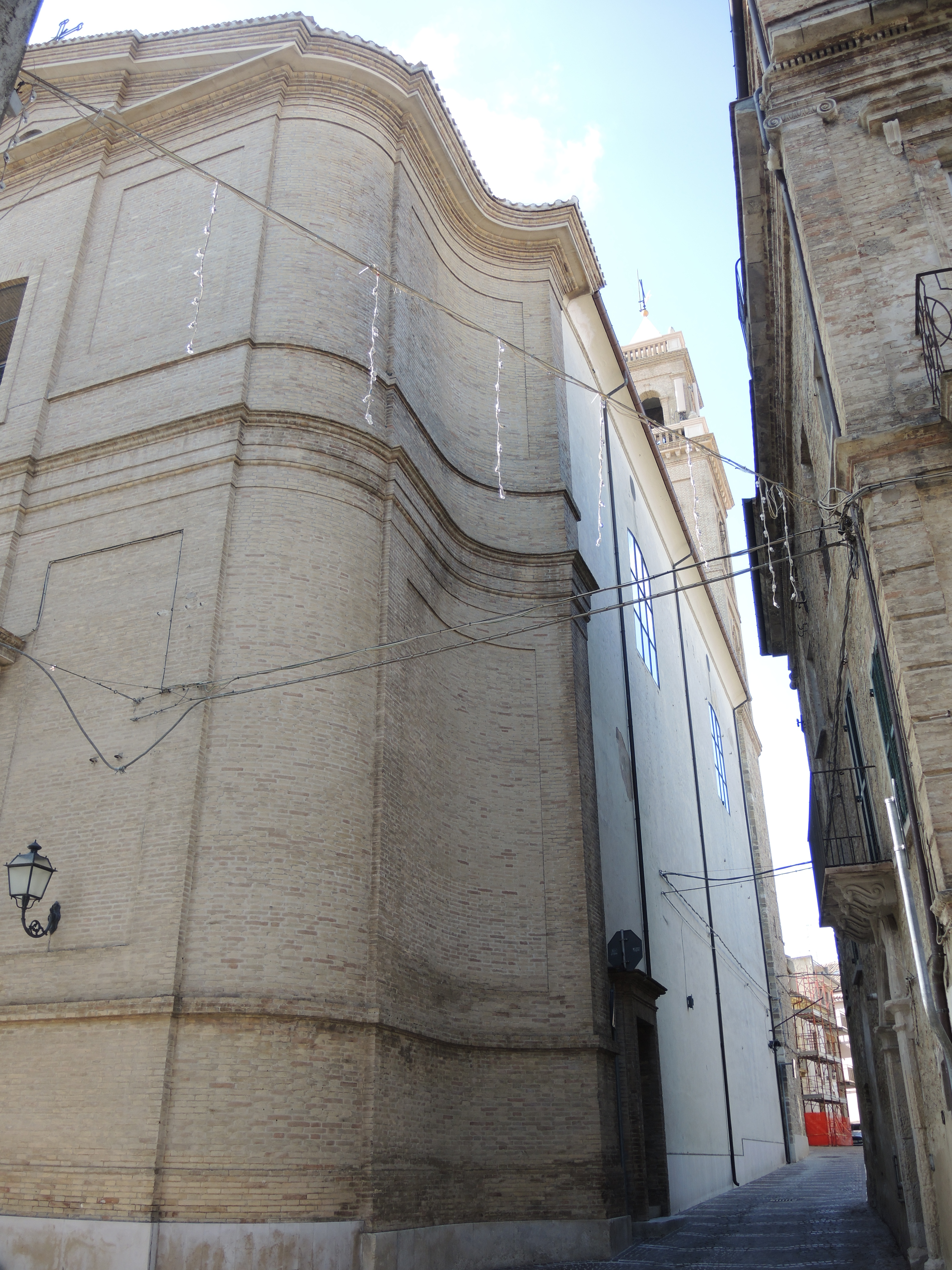
Veduta del fianco da via Roma
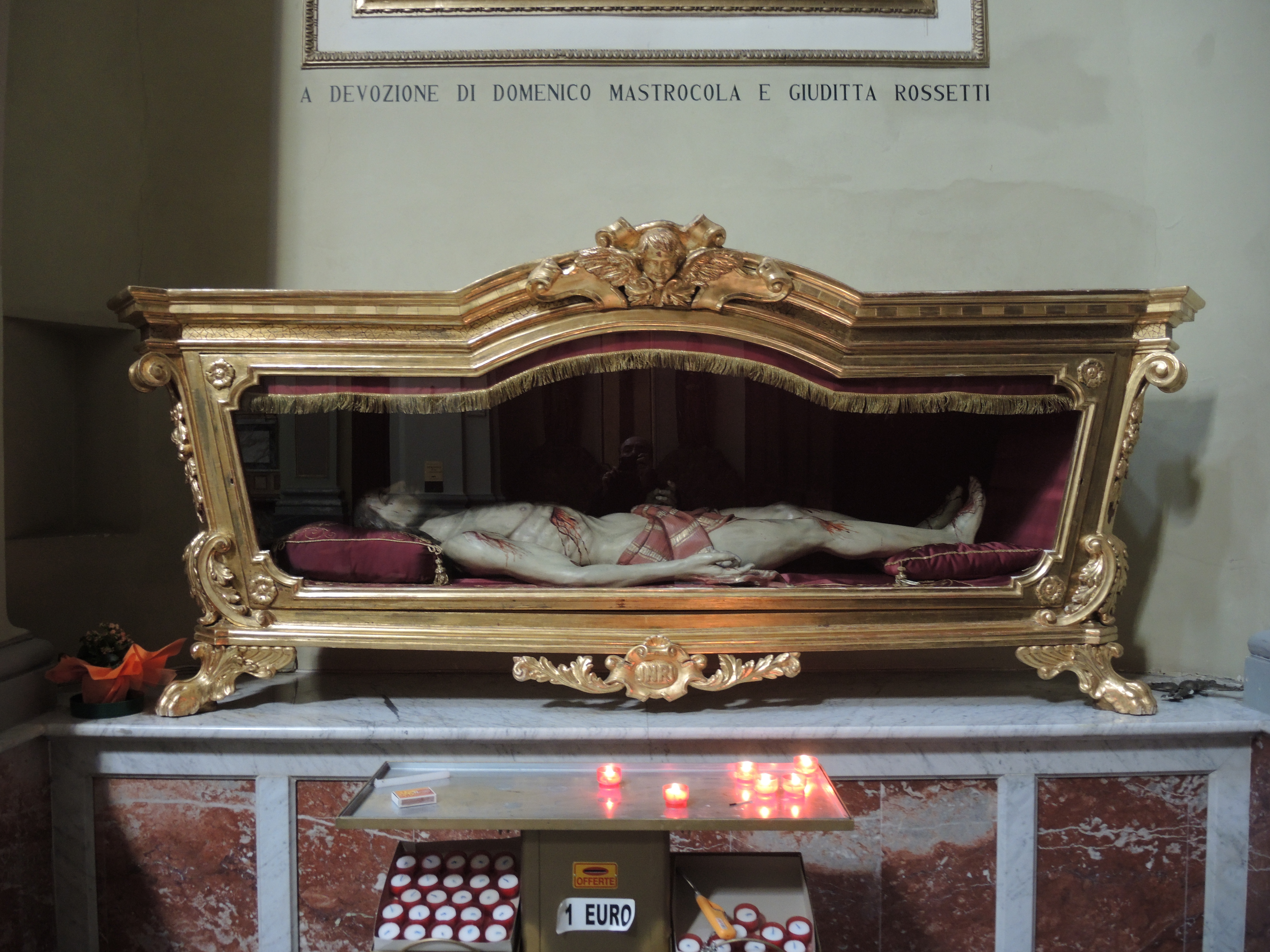
Cappella del Cristo morto di Rolando Del Ponte
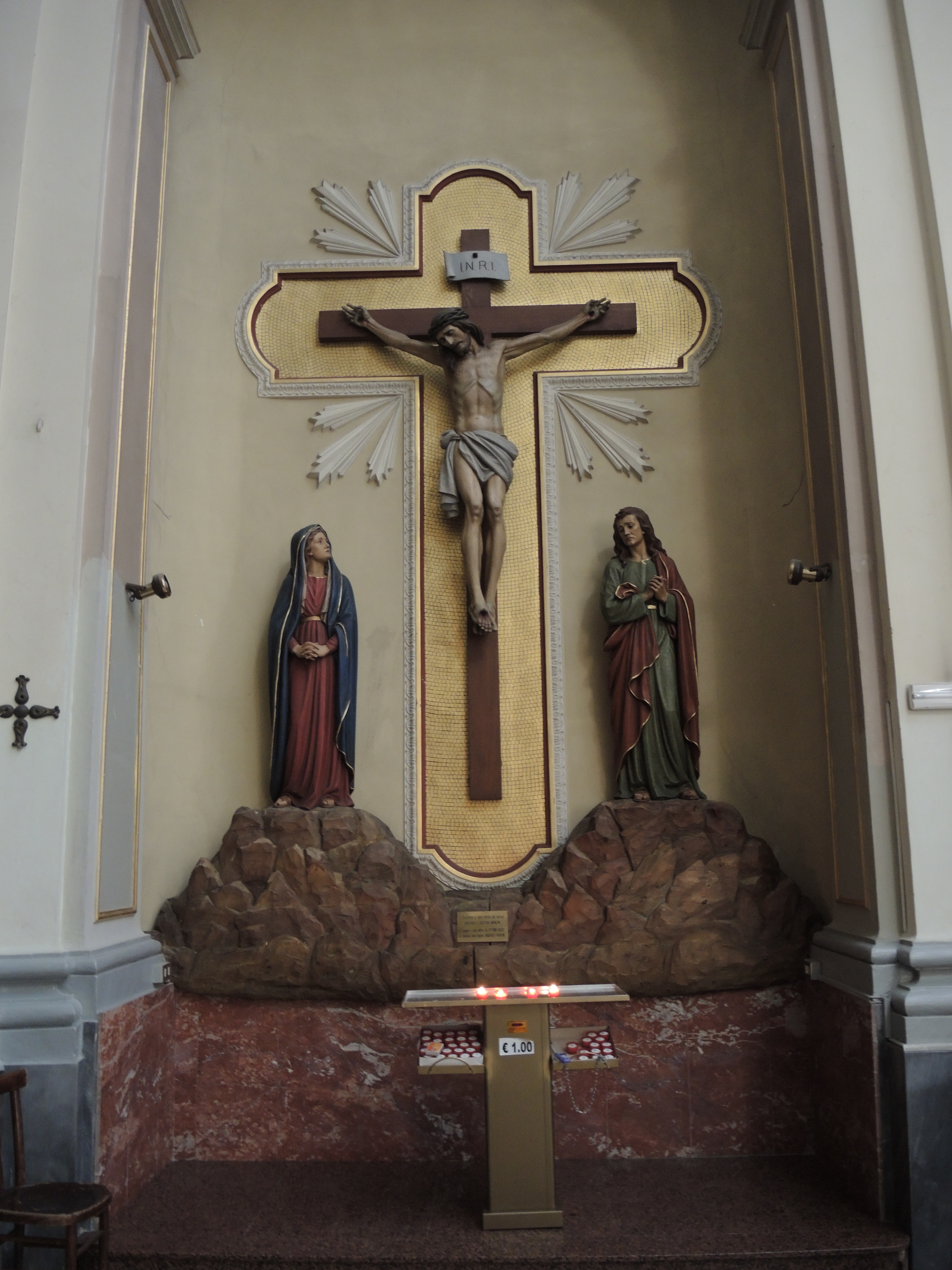
Cappella del Crocifisso
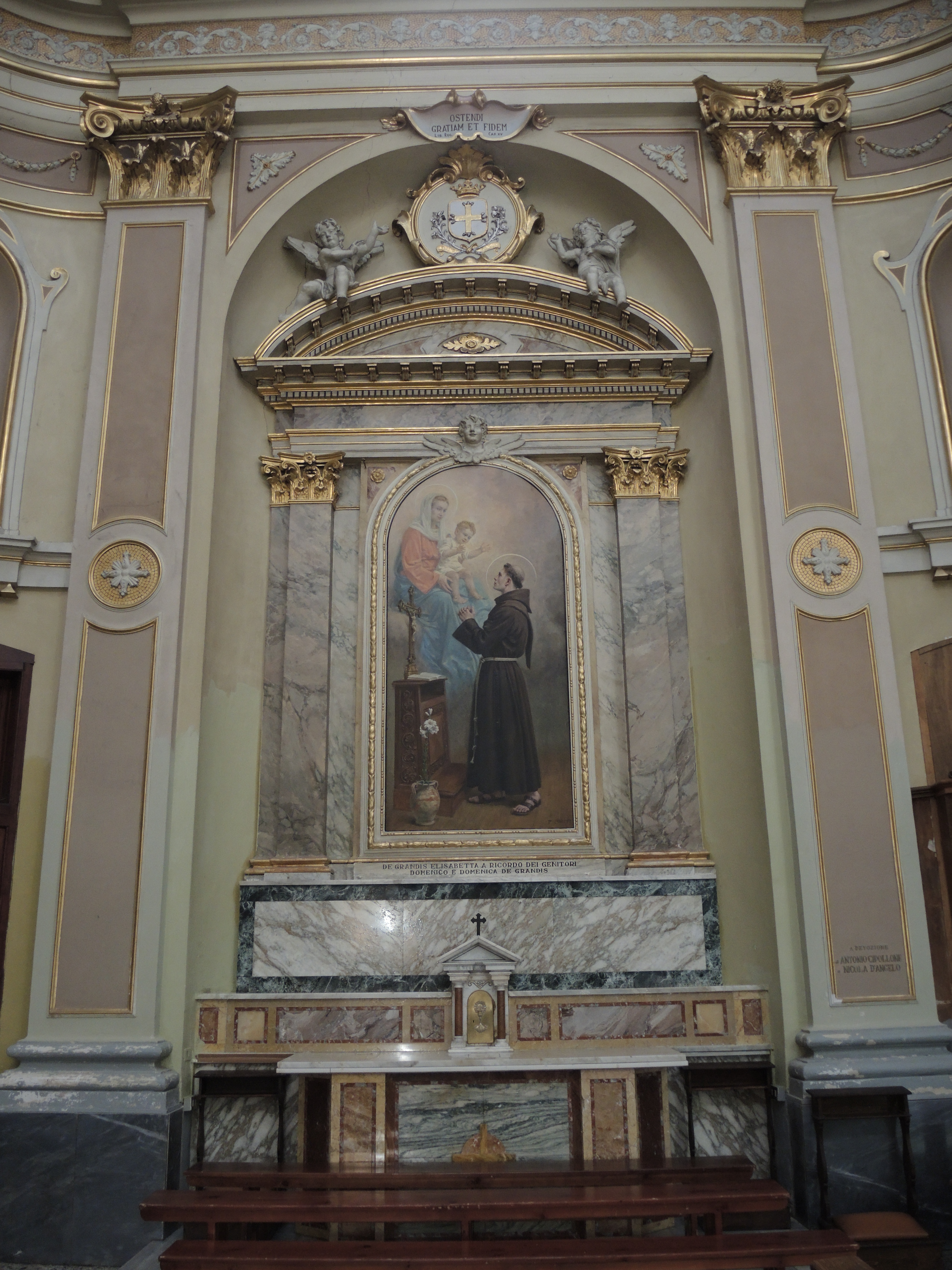
Altare di Sant'Antonio
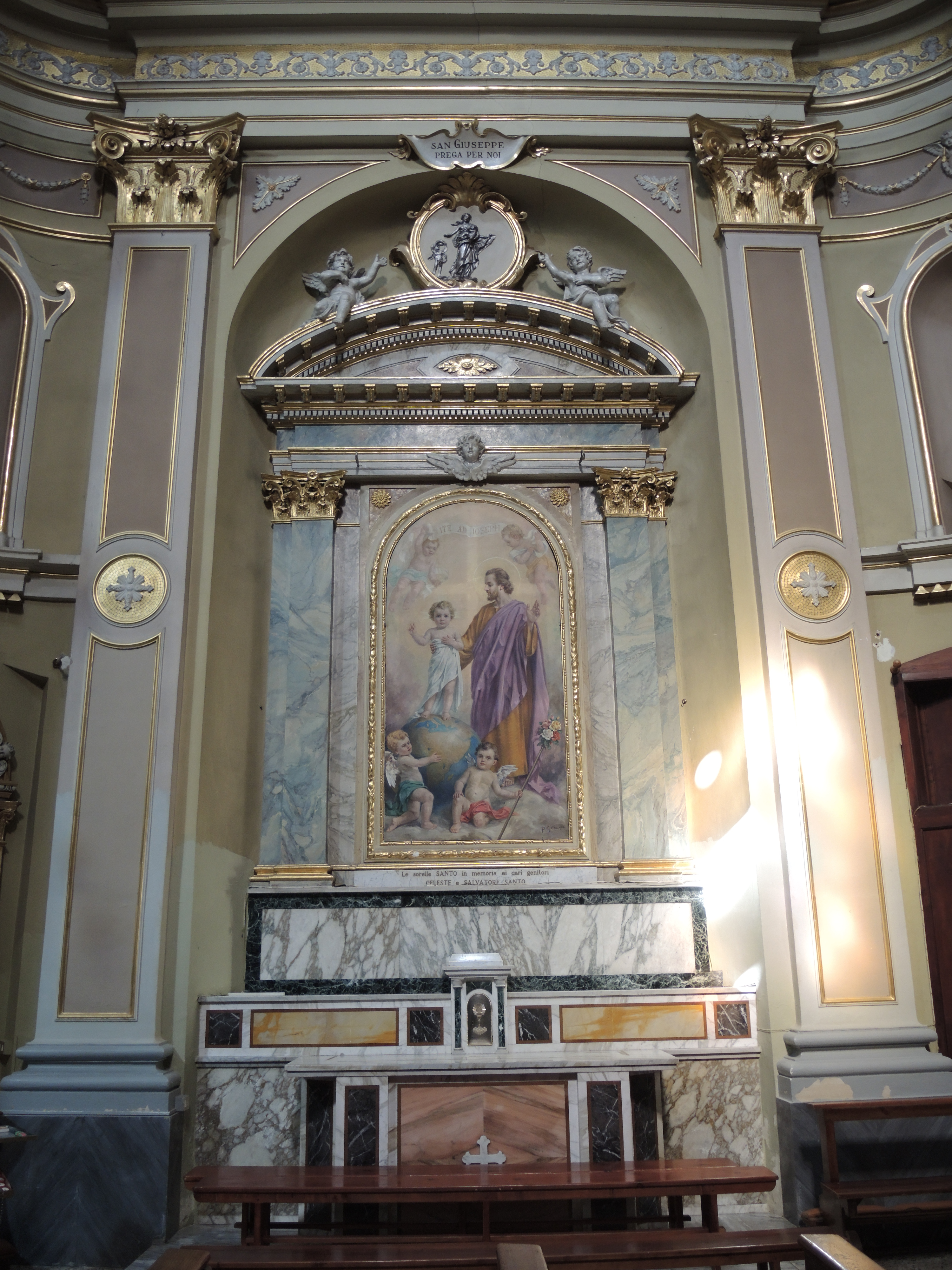
Altare di San Giuseppe
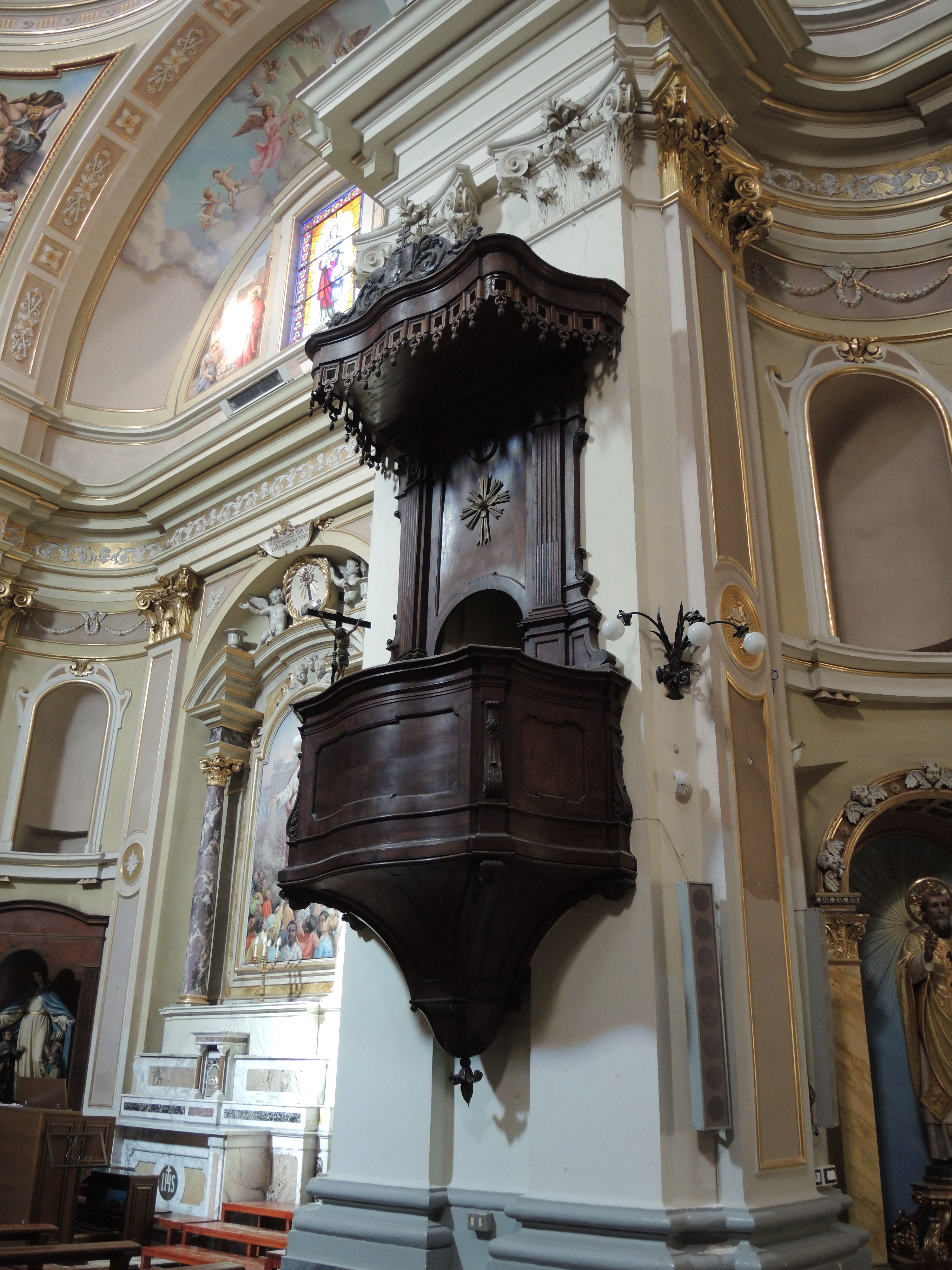
Pulpito in noce di Modesto Salvini
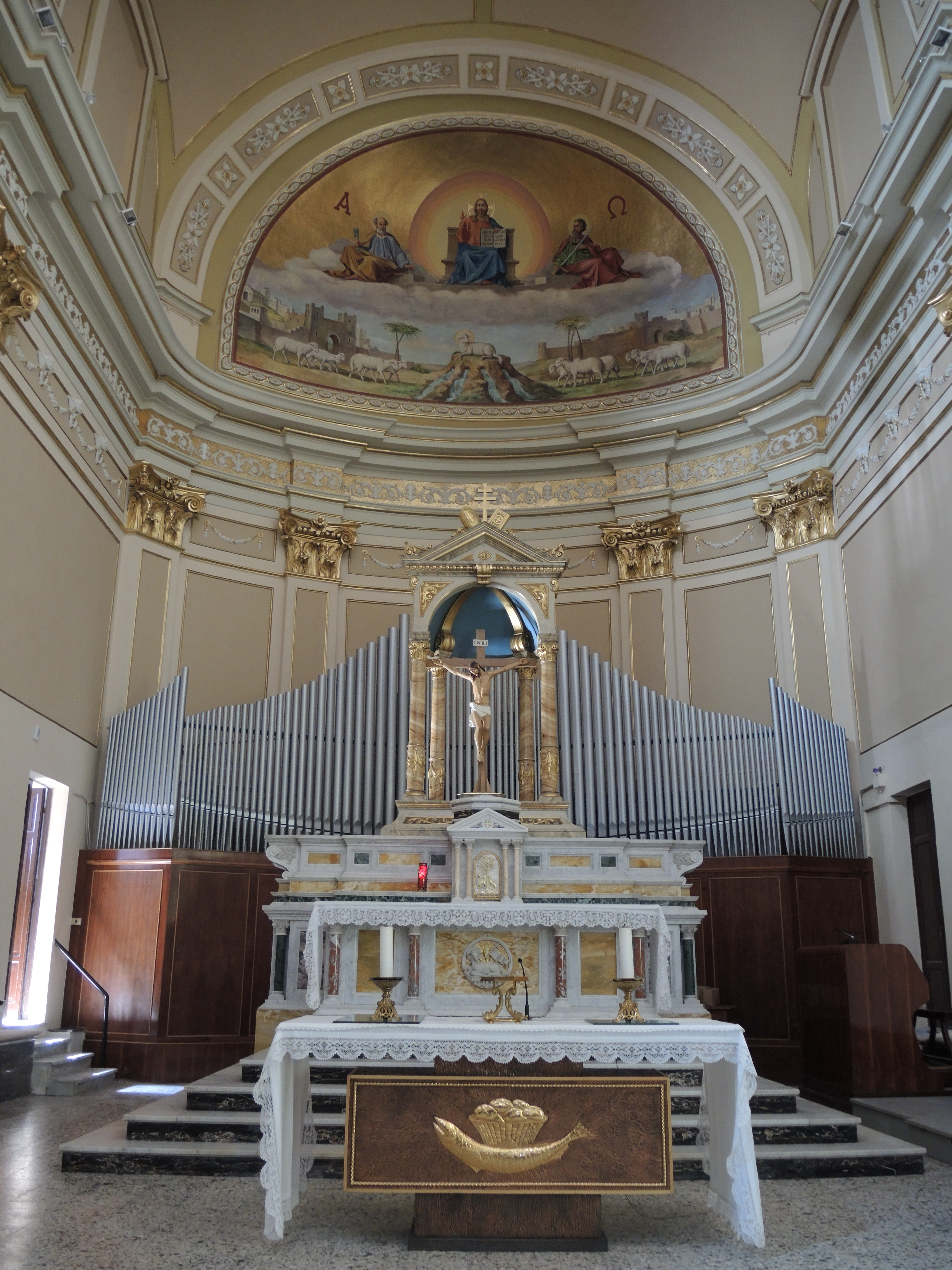
Presbiterio
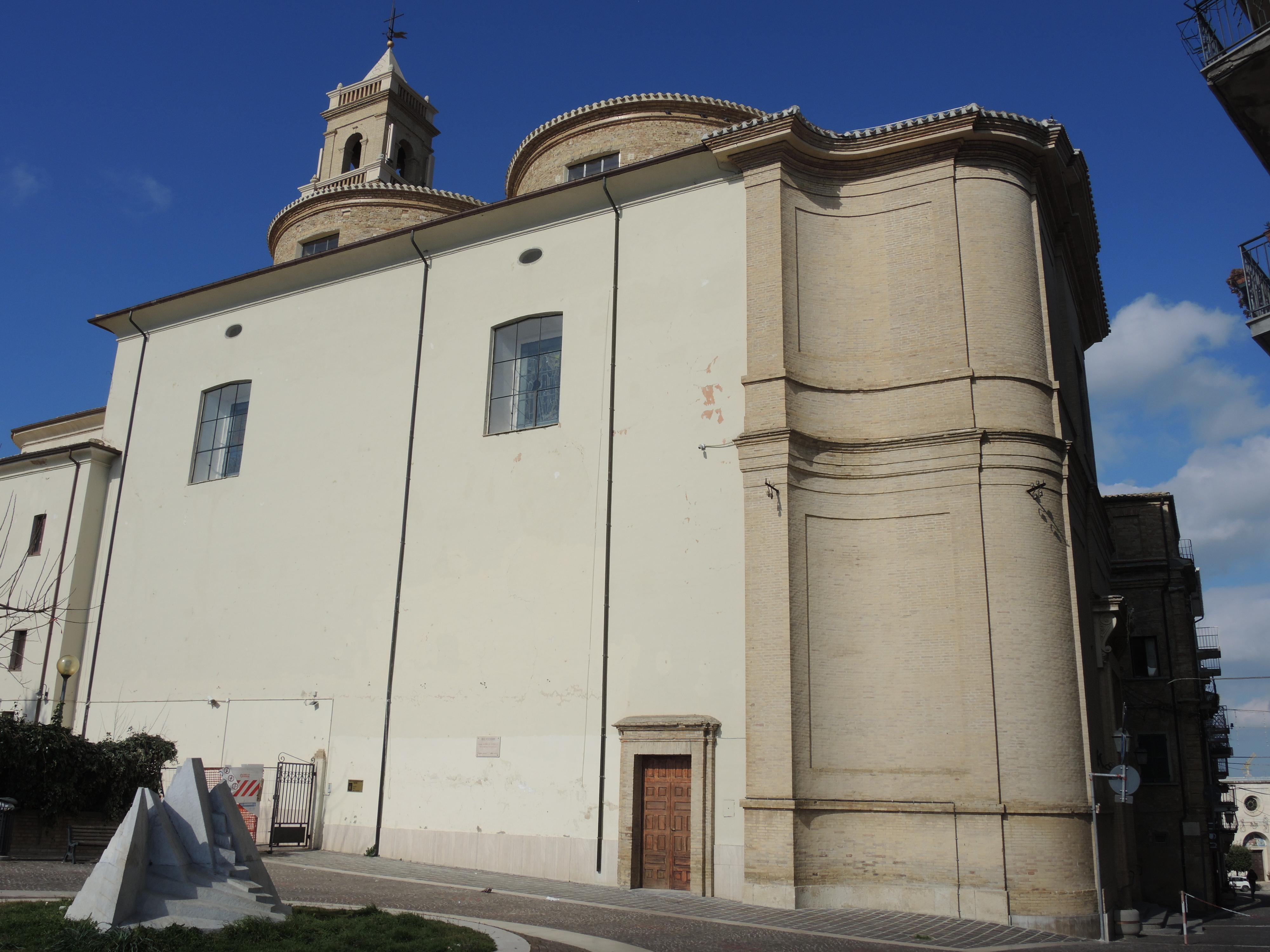
Fianco della chiesa, da piazzale Fosco
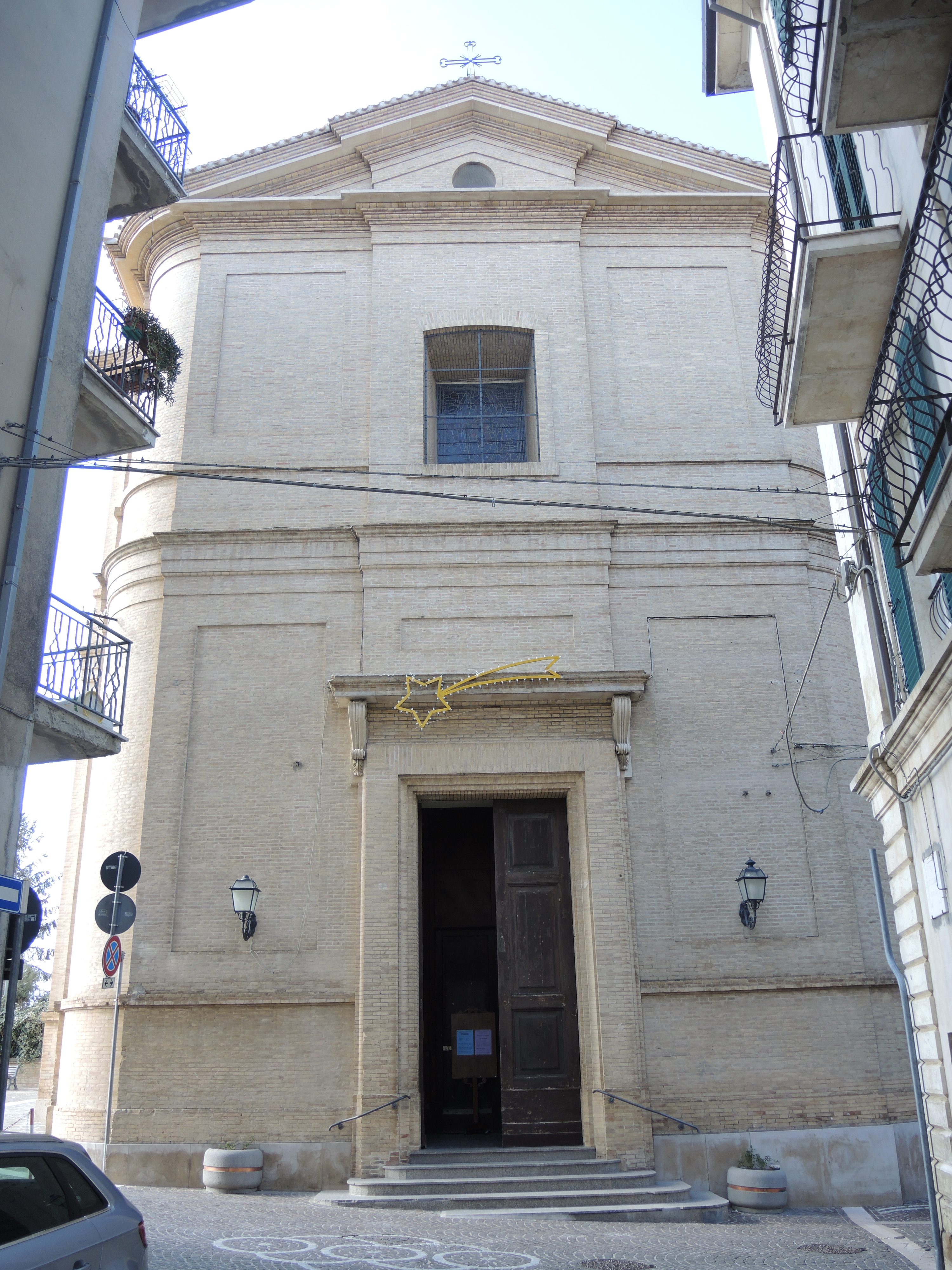
Facciata